# 堂区
堂區，亦稱堂口，圣公会称为牧區，是天主教、聖公會等基督宗教宗派採用的教會（個別教會）管轄地區的劃分方式，也是這些教會最基本的構成單位，以一座教堂（堂區教堂）作為堂區的中心。數個堂區可組成一個教區。

## 天主教
天主教會依據各國家地區現實上的行政區劃來劃分堂區。有神父常駐的教堂就會設置堂區，通常一個社區或聚落會設有一個堂區，一座都市則會擁有多個堂區。一個堂區會有一個本堂神父掌管堂區事務，由所屬教區的主教任命，但也會有一位神父管理多個堂區的情形發生；如果部分地區過度缺乏神職人員，通常會在該地區的主要聚落設置堂區，其他聚落的教堂則為該堂區的「兼管區」。而在教友較多的堂區，會由教區配置多位神父以幫助本堂神父。
此外，在堂區與教區之間，通常會合數個堂區設置總鐸區，每個總鐸區由區內各堂區的主任司鐸之中選出一位總鐸，以利於教務管理，並做為各堂區與教區之間的連繫橋樑。而在第二次梵蒂岡大公會議後，為了使教友能參與堂區事務，各堂區自發性組織「牧民議會」（又稱為「教友傳教協進會」或「堂區議會」）來輔助本堂神父推動各項事務，並做為堂區實行自治的機構。

## 聖公會
牧區制度是教省以區域劃分教會的制度。牧區是聖公會基礎的管區單位，除了以禮拜堂作為中心，還可能有學校及社會服務機構，通常有不少於50位註册教友。牧區由牧師管理，擔任主任聖品。牧區設「牧區議會」由牧區內的註册教友選出牧區議員，協助牧師處理牧區教會的事務。
根據香港聖公會《教省規例》規例二十六第2項，
- 2.1 牧區須符合下列資格，才會被教省轄下之教區認可:
- 2.1.1 至少有五十(50)名註冊教友;
- 2.1.2 其憲章所含的任何規定，不得與教省及有關教區 的憲章、規例、則例及規條產生矛盾，並且須經 其教區常備委員會批准及接納;
- 2.1.3 具資源提供一(1)名負責該堂教友及所有堂務 之主任牧師的俸給;
- 規例二十六(頁一)
- 2.1.4 須設有固定的崇拜地點。固定的崇拜地點指該堂 會眾在一(1)年中不少於六(6)個月，均在同 一地點內舉行崇拜;
- 2.1.5 須承諾接受並遵守教省及有關教區的憲章、規 例、則例及規條之規定;及
- 2.1.6 須按照本章下文、以及有關教區的憲章的規定， 設立一(1)個牧區議會。[1]

最少五個牧區會集合設置一個教區。牧區比教區的等級較低，為行政區域上最低一級。在一些大都市的教區，如加拿大聖公會多倫多教區，會再把整個教區細分為幾個分區，之下再有牧區，方便管理。